# 29 Dywizja Grenadierów SS (1 włoska)
29 Dywizja Grenadierów SS (1 włoska) (niem. 29 Waffen-Grenadier-Division der SS (italienische nr 1)) – ochotnicza jednostka wojskowa Waffen-SS złożona z Włochów pod koniec II wojny światowej.

## Geneza
Po kapitulacji Włoch 8 września 1943 r., w północnej części kraju powstało marionetkowe państwo faszystowskie pod nazwą Włoska Republika Socjalna (tzw. Republika Salo), na czele którego stanął uwolniony z niewoli Benito Mussolini. Oprócz regularnych sił zbrojnych wystawiła ona też włoską jednostkę w ramach Waffen-SS. We wrześniu 1943 r. Reichshührer SS Heinrich Himmler wystąpił z koncepcją utworzenia takiej jednostki. Do grudnia zgłosiło się ok. 15 tys. ochotników, spośród których został sformowany Legion Włoski SS (Legione SS Italiana). W marcu 1944 r. przeformowano go na 1 Italienische Freiwilligen Sturmbrigade (1a Brigata d'Assalto), w czerwcu na 1 Sturmbrigade Italienische Freiwilligen-Legion, zaś we wrześniu na 9 Waffen-Grenadier-Brigade der SS (italienische Nr. 1).

## Dzieje dywizji
29 Dywizja Grenadierów SS (włoska nr 1) powstała 10 lutego 1945 r. Numer otrzymała 9 marca po rozwiązanej 29 Dywizji Grenadierów SS (rosyjskiej nr 1), utworzonej z żołnierzy Rosyjskiej Wyzwoleńczej Armii Ludowej (RONA) dowodzonych przez Bronisława W. Kaminskiego. Składała się z 81 i 82 Pułków Grenadierów SS (każdy złożony z dwóch batalionów piechoty), 29 Pułku Artylerii SS, Batalionu Grenadierów SS „Dębica” (sformowanego na bazie Batalionu SS „Dębica”), Batalionu Grenadierów „Vendetta” (sformowanego na bazie Batalionu SS „Vendetta”), dywizjonu przeciwpancernego, kompanii saperów i kompanii zwiadowczej. Liczyła ok. 15 tys. żołnierzy. Szkolenie wojskowe przeszła w Niemczech, po czym powróciła do Włoch. 
Prawie przez całą swoją służbę pełniła głównie zadania przeciwpartyzanckie i antydywersyjne. W walce z partyzantami jej żołnierze byli bardzo brutalni. Pod koniec wojny wchłonęła część zdezorganizowanych oddziałów armii Republiki Salo. Niemcy planowali jeszcze wzmocnić ją niemieckimi i włoskimi poborowymi, ale plany nie zostały zrealizowane. 30 kwietnia 1945 r. w rejonie miejscowości Gorgonzola w Lombardii część Dywizji poddała się Amerykanom. Pozostali Włosi mieli o wiele mniej szczęścia; zdecydowana większość żołnierzy, którzy dostali się do niewoli partyzantów, została stracona.

## Umundurowanie i uzbrojenie
Godłem Dywizji był biały orzeł trzymający w szponach fascio, czyli oficjalny symbol Włoskiej Republiki Socjalnej. Chociaż należała ona do Waffen-SS, jej żołnierze nie mieli przepisowego umundurowania tej formacji. Nosili głównie włoskie mundury z czerwonymi patkami na kołnierzu, o kroju takim samym jak w Waffen-SS, stylizowanymi trupimi główkami na otokach czapek i godłem Republiki Salo na czapce i lewym rękawie. Jedynie oficerowie nosili regularne umundurowanie polowe Waffen-SS, ale z dystynkcjami i odznakami charakterystycznymi dla włoskiej jednostki. Żołnierze Batalionów „Dębica” i „Vendetta”, które weszły w skład Dywizji, od jesieni 1944 r. mieli prawo noszenia czarnych patek z trzema strzałami przecinającymi koło. Używano włoskich hełmów M33 w kolorze zielono-szarym, z białą tarczą z runami sig po lewej stronie i tarczą we włoskich barwach narodowych z czarnym orłem z fascio po prawej. Część żołnierzy nosiła niemieckie hełmy M1942. Podstawowe uzbrojenie strzeleckie stanowiły włoskie karabiny Carcano Mod. 38.

## Dowódcy
- SS-Brigadeführer Peter Hansen (13 listopada 1943 – marzec 1944)
- SS-Obergruppenführer Karl Wolff (marzec 1944 – wrzesień 1944)
- SS-Brigadeführer Piero Mannelli (wrzesień 1944)
- SS-Brigadeführer Christian Hansen (wrzesień 1944 – październik 1944)
- SS-Standartenführer Gustav Lombard (październik 1944 – listopad 1944)
- SS-Standartenführer Constantin Heldmann (listopad 1944 – styczeń 1945)
- SS-Oberführer Ernst Tzschoppe (styczeń 1945 – 30 kwietnia 1945)

Inspektorem włoskich oddziałów Waffen-SS był SS-Brigadeführer Piero Mannelli.

## Skład organizacyjny
- Waffen-Grenadier-Regiment der SS 81 (italienisches Nr. 1)
- Waffen-Grenadier-Regiment der SS 82 (italienisches Nr. 2)
- Waffen-Artillerie-Regiment der SS 29 (italienisches Nr. 1)
- Füsilier-Bataillon 29 „Vendetta”
- Füsilier-Bataillon 59 „Dębica”
- Panzerjäger-Abteilung 29
- SS-Pionier-Kompanie 29
- SS-Nachrichten-Kompanie 29
- SS-Ersatzbataillon
- Offiziersbataillon